# Trentepohlia (Paramongoma) pallilutea
Trentepohlia (Paramongoma) pallilutea is een tweevleugelige uit de familie steltmuggen (Limoniidae). De soort komt voor in het Afrotropisch gebied.